# Момский природный парк
Момский природный парк (якут. Аан Айылгы) — особо охраняемая природная территория республиканского значения на территории Момского района Якутии в верхней части бассейна реки Момы.
В 2017 году штат сотрудников парка состоял из 11 человек.

## Достопримечательности парка

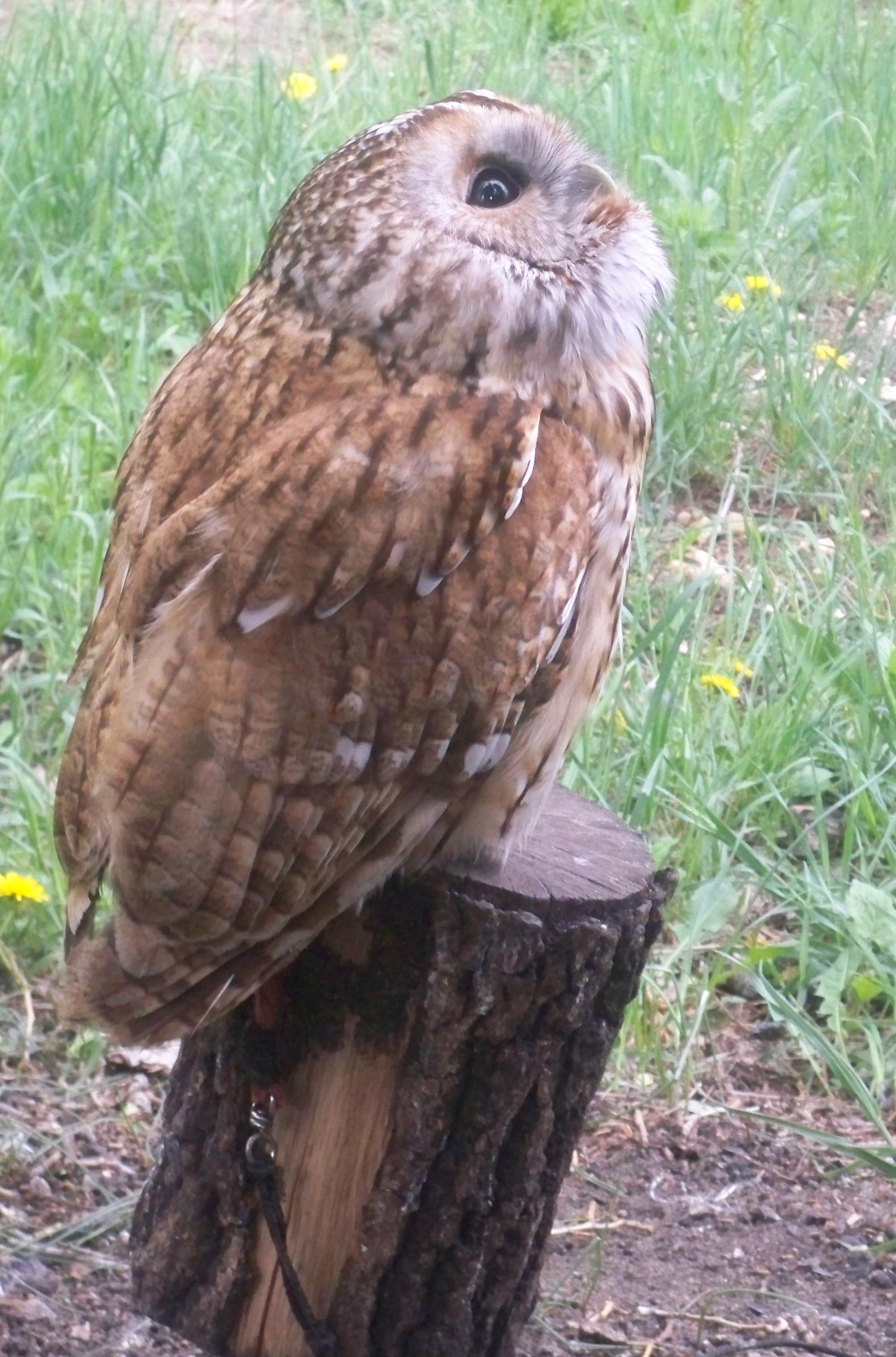
Мохноногий сыч

Территория (акватория) парка включает в себя комплексы и объекты, имеющие значительную экологическую и эстетическую ценность и предназначены для использования в природоохранных, просветительских и рекреационных целях.
- Гора Победа (3147 метра) — стратовулкан в Буордахском горном массиве в составе горной системы хребта Улахан-Чистай. Проложены альпинистские маршруты различной сложности (до категории 5А).
- Момский хребет и потухшие вулканы Балаган-Тас и Урага-Тас
- Большая Момская наледь (якут. Улахан Тарын) — слоистое ледяное тело, сформированное замерзшими потоками рек. К концу зимы её размеры могут составлять 30 км в длину и 5 км в ширину при толщине 7 метров.[3]
- озеро Улахан-Кюель, его вода не замерзает вплоть до −60 °С
- Мраморная гора (якут. Үрүҥ Таастаах Хайа — гора из белых камней) — месторождение мрамора «Солнечный»